# 柳生好之
柳生 好之（やぎゅう よしゆき）は、難関大受験専門塾「現論会」代表。リクルート「スタディサプリ」現代文講師。

## 人物
- 石川県立金沢泉丘高等学校[1]、早稲田大学第一文学部総合人文学科日本文学専修卒業[2]。大学時代は「文学」はあまり読まずに「哲学書」ばかり読んでいたが、「哲学好き」が「哲学専修」に行くより、「文学専修」に行った方が面白いことが考えられそうという理由で、日本文学を専攻した。専門は近代文学、特に夏目漱石。数ある漱石の著作の中でも「文学論」「文学評論」を集中的に研究する。漱石の科学的分析的思考や文学理論への強い憧れに共感し、自身も理論的な営みに強い関心を持った。
- 大学卒業後は作曲活動に没頭しつつ予備校講師として活動した。大学在学中は都内の予備校で英語講師をしていた。しかし大学卒業後、国語講師の方が自分に向いていると感じ現代文講師に転向。その後、様々な予備校を経て東進ハイスクールに所属しつつZ会通信添削「東大京大発展コース」問題作成、解答解説を担当していた。現在は、リクルートスタディサプリで現代文を担当している。今まで所属した東進以外の予備校全てで「東大対策現代文講座」を担当し、東大合格者を多数輩出する[要出典]。
- その国語教授法は「明日の問題が解けるようになる」を常に目標としている。今目の前にある文章をどれだけ深く理解したとしても、実際に試験に出る問題はまた別の文章である。よって、目の前にある文章の読解に終始するのではなく、文章や問いの本質を考えるということをモットーとしている。
- 従来の大手予備校では国語教育を変えることは困難であると判断し、2014年に独立する。そして、「論理学」に基づいた新しい国語教育を開発・普及するために株式会社言楽舎を設立。言楽舎では主にオンラインで通信添削や授業を行う「Logic Note」を制作監修している。その「Logic Note」を一般だけでなく学校や学習塾にも販売している。
- 2018年より難関大受験専門塾「現論会」や石川県の学習塾「東大セミナー」の経営陣に加わる。
- 2019年より北陸朝日放送「ゆうどきLive」コメンテーターを務める。
- 2019年より朝日中高生新聞「ロジカルでいこう」記事連載を始める。
- 2020年より朝日小学生新聞「ロジコミ・プレゼンテーション上達術」記事連載を始める。

## 著書
- 『東大現代文でロジカルシンキングを鍛える』（2015年8月18日、KADOKAWA、ISBN 978-4046012906）
- 『柳生好之の現代文ポラリス１基礎レベル』（2018年7月21日、KADOKAWA、ISBN 978-4046022189）
- 『柳生好之の現代文ポラリス２標準レベル』（2018年7月21日、KADOKAWA、ISBN 978-4046022219）
- 『世界一わかりやすい慶應の小論文合格講座』（2018年12月22日、KADOKAWA、ISBN 978-4046023933）
- 『完全理系専用スペクトル看護医療系のための小論文』（2019年10月28日、技術評論社、ISBN 978-4297108731）
- 『ゼロから覚醒 はじめよう現代文』（2020年4月3日、かんき出版、ISBN 978-4761274863）
- 『大学入試 柳生好之の小論文プラチナルール』（2020年7月10日、KADOKAWA、ISBN 978-4046048196）
- 『大学入試 柳生好之の現代文プラチナルール』（2020年11月27日、KADOKAWA、ISBN 978-4046048202）
- 『ゼロから覚醒Next フレームで読み解く現代文』（2021年3月17日、かんき出版、ISBN 978-4761230333）
- 『すごい四字熟語』（2021年6月23日、アスコム、ISBN 978-4776211495）- 監修
- 『ゼロから覚醒FINAL読解力完成 現代文』（2021年7月14日、かんき出版、ISBN 978-4761230432）
- 『入試現代文の単語帳 BIBLIA2000 現代文を「読み解く」ための漢字×語彙』（2021年7月26日、学研プラス、ISBN 978-4053054258）
- 『完全理系専用 看護医療系のための現代文解法テクニック』（2021年8月2日、技術評論社、ISBN 978-4297122218）
- 『1分読みトレ！』（2022年6月22日、かんき出版、ISBN 978-4761230678）- 監修
- 『柳生好之の現代文ポラリス3発展レベル』（2022年9月9日、KADOKAWA、ISBN 978-4046056986）
- 『東大入試徹底解明 ドラゴン現代文』（2022年10月4日、文英堂、ISBN 978-4578241683）- 監修

## 出演
- ゆうどきLive（北陸朝日放送、2019年-2020年）
- おしえて四千頭身（北陸朝日放送など、2021年5月）
- 現論会ジャーナル（YouTube、2021年-）